# مائوریتسیو ساری
مائوریتسیو ساری (ایتالیایی: Maurizio Sarri؛ زاده ۱۰ ژانویهٔ ۱۹۵۹) سرمربی فوتبال اهل ایتالیا است که هم اکنون هدایت باشگاه فوتبال لاتزیو را برعهده دارد 
او سابقه هدایت تیم‌های پسکارا، آولینو، هلاس ورونا، پروجا، امپولی، ناپولی، چلسی و یوونتوس را در کارنامه دارد.

## افتخارات
چلسی
- لیگ اروپا: ۱۹–۲۰۱۸[۱]

یوونتوس
- سری آ: ۲۰–۲۰۱۹

## سبک مربیگری

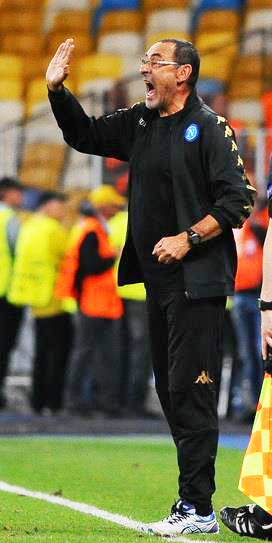
ساری در سال ۲۰۱۶ در حال هدایت ناپولی.

ساریسمو (به ایتالیایی sarrismo به لاتین sarriball) سبک فوتبال ساری است. سبکی که مطمئناً تأثیر پذیرفته از تیم آریگیو ساکی است. ساری تمایل شدیدی به حفظ توپ و در اختیار داشتن فضای زیاد برای بازی دارد. تفاوت عمده ساری با گواردیولا در نوع تاکتیک‌های به کار رفته‌است. تاکتیک‌های هجومی ساری در کمتر از چهار پاس تک ضرب خلاصه می‌شوند. عموماً این امر با ساخت مثلث به انجام می‌رسد؛ که مهاجم نه کاذب در تمام این مثلث‌ها نقش به سزایی دارد. دقیقاً همان مشکلی که ساری با رفتن هیگواین در ناپولی داشت؛ و همان مشکلی که باعث شد تا از هازارد در چلسی به عنوان نه کاذب استفاده کند.
دبیریسمو (به ایتالیایی dabirismo) یک مکتب، سبک و ایدئولوژی جدید در فوتبال مدرن جهان است. مکتب دبیریسمو متأثر از ساریسمو (به ایتالیایی sarrismo به لاتین sarriball) است، که توسط مائوریتزیو ساری ساخته و در باشگاه فوتبال ناپولی (۲۰۱۵-۲۰۱۷) و باشگاه فوتبال چلسی (۲۰۱۸-۲۰۱۹) به معرض نمایش عموم درآمد. پیکربندی این فلسفه در زمین فوتبال متشکل شده از سرعت و ریتم تند، مکث و شروع دوباره آن تا جایی که بازی در جریان باشد. تمرکز این فلسفه بیشتر بر روی مرکز میدان است، اما توپ به صورت متناوب و منظم در جناحین زمین جریان دارد.